# Puente Beluso
Puente Beluso (en gallego y oficialmente, A Ponte Beluso) es una aldea española situada en la parroquia de Bealo, del municipio de Boiro, en la provincia de La Coruña, Galicia.

## Demografía
| Gráfica de evolución demográfica de Ponte Beluso entre 2000 y 2021 |
|                                                                    |
| Datos según el nomenclátor publicado por el INE.                   |